# تومویوکی هیگوچی
تومویوکی هیگوچی (انگلیسی: Tomoyuki Higuchi؛ زادهٔ ۲ مارس ۱۹۸۵) بازیکن فوتبال اهل ژاپن است.